# Kroogi
Kroogi (Круги) — сайт творческого сообщества, в рамках которого осуществляется распространение оцифрованных произведений (музыкальных композиций, художественных работ, книг, видео, фотографий, мультипликации и т. п.) по схеме «Заплати, сколько считаешь нужным», а также одноимённая компания.
В начале деятельности проект Kroogi не брал вознаграждения с поступавших платежей, однако впоследствии была установлена комиссия в размере 15 %.

## История
Проект Kroogi был основан в 2007 году Мирославом Сарбаевым, выпускником МЭИ по специальности физика плазмы, после последовательной работы в Курчатовском институте, «Комсомольской правде», IMA Press (c 1990 года, один из основателей, организатор офиса в США), Napster (с 1999 года, контроль за базами данных), SNOCAP (c 2002 года, технический директор) и Liquid Audio.
В ноябре 2008 года состоялся старт проекта.
Одним из первых музыкантов поддержавших проект был давний знакомый Мирослава Сарбаева Борис Гребенщиков, издавший альбом «Live at The Royal Albert Hall 2008», представляющий собой запись концерта группы «Aquarium International» на сцене «Альберт-Холла» в Лондоне в мае 2008 года, только в сети Kroogi.
24 августа 2009 года было выпущено приложение Kroogi Downloads для Facebook.
1 октября 2009 года было объявлено о размещении новых альбомов группы «Аквариум», а также о сотрудничестве с Настей Полевой (Группа «Настя») и другими фотографами, художниками, литераторами, музыкантами, группами и лейблами, среди которых: Евгений Гришковец, Tequilajazzz, Pep-See, Ночной проспект, Рада и Терновник, Маша и Медведи, Инна Желанная, Смысловые галлюцинации, Снегири-музыка, Иван Максимов, NetSlov и т.д.
11 ноября 2009 года в честь празднования годовщины проекта Kroogi был анонсирован легальный выход (раньше, чем на физических носителях) новых альбомов Колибри, VFSix, Н. О. М., а также рассказано о сотрудничестве с группами Markscheider Kunst, Master Margherita, Волга, проектом Ежи и Петруччо и другими.
По данным владельцев, на февраль 2009 года к проекту присоединилось 600—700 музыкантов и около 20 000 пользователей.
По данным на февраль 2010 года в проект инвестировали предприниматели из России, Европы и Америки.
В 2011 году новый коллектив экс-лидера Tequilajazzz Евгения Федорова — группа Zorge записала свой дебютный альбом «No Name Album» на деньги поклонников воспользовавшись платформой Kroogi. 588 участников акции собрали 10 052,1 доллара США и альбом был успешно записан.

## Функциональность
Проект Kroogi позволяет бесплатно размещать авторские произведения (музыкальные композиции, художественные работы, книги, видео, фотографии и т. п.) на сайте для прослушивания и скачивания.
Кроме того, проект предоставляет виджеты для размещения работ на сторонних сайтах (в социальных сетях, блогах, собственных сайтах авторов).
При этом любой пользователь может заплатить за понравившееся ему произведение любую сумму удобным для него способом.
Сайт проекта Kroogi содержит также обычный для социальных сетей функционал — возможность публикации сообщений, комментариев, участие в чате, голосование за понравившийся материал, следование за определёнными пользователями и группами.

## Эффективность модели
По словам основателя проекта Мирослава Сарбаева, в 2009 году каждый шестой пользователь, скачивающий альбом, платил за него, причём в большинстве это российские пользователи.
При этом средний американец платил от пяти до десяти долларов, а русский — в районе доллара.
По данным CrunchBase, Mashable и Бориса Гребенщикова, плательщиками является 20 % пользователей.
На январь 2010 года максимальный единоразовый платёж пользователя музыканту составил 1 000 долларов США. На этот же момент отмечалось, что 85 % платежей из России осуществлялось посредством SMS, а на втором месте, со стабильным результатом в единицы процентов — WebMoney.
2 июля 2010 года Борис Гребенщиков предположил, что:
- «Суммы, которые получаются благодаря распространению музыки через Kroogi, могут через пару лет оказаться сравнимыми с тем, что платят русские выпускающие фирмы».
- «через 2—3 года после поступления записи сумма полученных артистом денег может сравниться с получаемым от продажи СD».

## Интересные факты
В проекте Kroogi есть возможность сконфигурировать систему таким образом, чтобы скачивать материал бесплатно было невозможно, однако издатели этим предпочитают не пользоваться.
Система позволяет полностью отказаться от возможности получать вознаграждение за материал и некоторые издатели этим пользуются, например Умка (группа «Умка и Броневик»).